# 悼滑
悼滑（？—？），芈姓，悼氏，楚悼王之子东宅公的后裔，又作召滑、昭滑、邵滑、淖滑、卓滑、召涓，战国后期楚国重要政治家。

## 史书记载

### 战国策
《赵策三》中记载，当时齐国大破燕国军队，而趙國通過割地假意交好齊國挑撥各國關係，於是楚國就派出了悼滑、惠施到趙國以求合謀攻齊。《楚策一》中，齊明遊說卓滑攻打秦國，悼滑不聽他的話，於是齊明對悼滑說：“我這次來到楚國，是替樗裏疾來試探秦國、楚國交情的。我遊說楚國大夫攻打秦國，他們都接受我的意見，隻有您不接受，這次我可有話回報樗裏疾了。”悼滑因此很重視齊明。《楚策四》則記載，悼滑曾經被楚國派往越國發動內亂，楚國趁機進佔江東並設置郡縣。

### 史記
《樗里子甘茂列传》也提到了楚國派悼滑去越國暗地裡股煽動叛亂，越國內亂後，楚國乘虛而入，“南塞厉门而郡江东”。

## 考古发掘
方壮猷先生認為江陵望山楚墓一號墓的主人就是悼滑，在他的墓地中發掘出來越王勾踐劍，此物大概是因為他滅越有功而得到的賞賜。而《包山楚簡》中也記載“大司马悼滑将楚邦之师徒以郙部之岁”，李学勤教授認為郙即巴国，在秦國滅巴蜀中楚國也派出了悼滑以支援巴國。另外據《鄂君啟節銘文》《包山2號墓竹簡》等文物結合史料考證，悼滑在楚懷王時期與昭陽一同擔任大司馬的職位，但對於大司馬和上柱國是不是同一官職學界尚存爭議。2010年湖北省沙洋县严仓古墓群之嚴倉一號墓出土了楚国指挥战车，依據禮制職位高於大夫，現場進一步根據出土竹簡確認了墓地主人為悼滑。